# Crueles intenciones (serie de televisión)
Crueles Intenciones o Juegos Sexuales es una serie de televisión estadounidense desarrollada por Phoebe Fisher y Sara Goodman, y producida por Original Film, Sony Pictures Television y Amazon MGM Studios para Amazon Prime Video. Parte de la franquicia del mismo nombre, está basada en la película de 1999 de Roger Kumble, que a su vez fue un recuento moderno de la novela francesa de Pierre Choderlos de Laclos de 1782, Les Liaisons Dangereuses. 
La serie, ambientada en una universidad de Washington D. C., entre estudiantes ricos, sigue a dos hermanastros manipuladores que están dispuestos a hacer cualquier cosa para mantener su estatus frente a la sociedad. Cuenta con un elenco liderado por Sarah Catherine Hook, Zac Burgess y Savannah Lee Smith y otros.
El plan para una adaptación televisiva de la película comenzó en 1999 en Fox. Cuenta con la participación de actores de varias nacionalidades. Amazon anunció el desarrollo de un nuevo proyecto para Amazon Freevee en 2021, con Neal H. Moritz regresando éste como productor ejecutivo. Recibió un pedido de serie en abril de 2023 y se trasladó a Amazon Prime Video varios meses después. El rodaje tuvo lugar en la ciudad de Toronto y comenzó en junio de 2023.
Crueles Intenciones se estrenó en Amazon Prime Video el 21 de noviembre de 2024.